# Skream!
Skream! é o álbum de estreia do produtor inglês de dubstep, Skream, foi lançado em 2006 pela Tempa Records.

## Faixas
1. "Tortured Soul"
2. "Midnight Request Line"
3. "Blue Eyez"
4. "Auto-Dub"
5. "Check It" (participação de Warrior Queen)
6. "Stagger"
7. "Dutch Flowerz"
8. "Rutten"
9. "Tapped" (participação de JME)
10. "Kut-Off"
11. "Summer Dreams"
12. "Colourful"
13. "Emotionally Mute"